# Trichur
Thrissur
Trichur (malayâlam : തൃശൂര്‍ ; Tr̥śūr), ou officiellement Thrissur, est une ville de l'État du Kerala en Inde, chef-lieu du district homonyme. Le temple de Vadakkunnathan dédié à Shiva est un endroit célèbre de cette ville.

## Lieux et monuments
- Temple Vadakkunnathan

## Personnalités
- Sarah Chakko (1905–1954), présidente du Conseil œcuménique des Églises (COE) de 1951 à 1954.
- Maria Celina Kannanaikal (1931-1957), religieuse ursuline, mystique, vénérable.
- Nihal Sarin (né en 2004), grand maître international d'échecs.